# 예천 보문사 삼장보살도
예천 보문사 삼장보살도(醴泉 普門寺 三藏菩薩圖)는 대한민국 경상북도 예천군 보문사에 있는 조선시대의 불화이다. 2017년 12월 26일 대한민국의 보물 제1958호로 지정되었다.

## 개요
예천 보문사 삼장보살도는 1767년 조성된 불화로, 1989년 6월 5일 보문사에서 도난되었다가 2014년 8월 회수되었다. 인물의 묘사나 필선, 채색도 상호 조화를 이루며 격조 높은 화격(畫格)을 보여준다. 특히 삼장보살을 주제로 다룬 그림 중에서 이와 같이 지장보살과 명부신앙 강조된 점도 전례가 없이 독창적일 뿐만 아니라, ‘품(品)’자형의 화면구성을 통해 재판에서부터 지옥 형벌, 구원이라는 이야기의 전개 과정이 자연스럽게 연결되도록 배열한 화면의 구성력도 체계적이고 탁월하다. 이렇듯 이 불화는 우리나라 유일의 지장과 명부신앙이 강조된 삼장보살도이자 뛰어난 화면 구성력을 가진 작품으로 평가되어 국가지정문화재로 지정하였다.

## 참고 자료
- 예천 보문사 삼장보살도 - 국가유산청 국가유산포털